# Krzyżtopór
Krzyżtopór ([kʂɨʂˈtɔpur]) je zřícenina rozsáhlého pozdně renesančního hradu v polské vesnici Ujazd, jež je součástí obce Iwaniska v okrese Opatów ve Svatokřížském vojvodství v jižním Polsku. Hrad nechal postavit polský šlechtic a vévoda ze Sandoměře Krzysztof Ossoliński (1587–1645) a jednalo se o největší šlechtické sídlo Evropy před vybudováním zámku ve Versailles. Objekt byl částečně zničen během švédské invaze známé jako potopa v roce 1655, a poté zdemolován během války barské konfederace s Rusy v roce 1770.